# Arméns tekniska centrum
Arméns tekniska centrum (ATC) var ett truppslagsgemensamt tekniskt centrum inom svenska armén som verkade i olika former åren 1991–1997. Centrumet var förlagt i Östersunds garnison i Östersund.

## Historik
Arméns tekniska centrum, då benämnt Arméns materielunderhållscentrum, bildades den 1 juli 1991 i samband med försvarsutredning 1988, genom att truppslagsinspektörerna med truppslagsavdelningar i arméstaben slogs samman med arméns strids- och skjutskolor samt övriga truppslagsskolor, vilka bildade så kallade Truppslagscenter. Denna omstrukturering resulterade i att arméns skolor avvecklades som självständiga organisationsenheter och uppgick som en del i de nyuppsatta truppslagscentren, som övertog förvaltningsansvaret över utbildningen vid skolorna.
Inför försvarsutredning 1988 föreslog försvarskommittén att Arméns motorskola (MotorS) i Strängnäs garnison skulle samlokaliseras med Arméns tekniska skola i Östersund, dock ändrades det istället till att lokalisera skolan till trängtruppernas truppslagscenter i Skövde garnison. Vidare föreslogs att truppslagsinspektörerna med truppslagsavdelningar vid arméstaben skulle sammanslås med arméns strids- och skjutskolor samt övriga truppslagsskolor, vilka bildade så kallade truppslagscentrum. Denna omstrukturering resulterade i att arméns skolor avvecklades som självständiga enheter och att och de nyuppsatta truppslagscentren från den 1 juli 1991 övertog ansvaret över utbildningen vid skolorna. Arméns motorskola kom därmed att uppgå i det nybildade Arméns underhållscentrum (UhC). I Skövde sammanfördes skolan med Arméns underhållsskola (US) och bildade Arméns underhålls- och motorskola (US/MotorS).
Genom försvarsbeslutet 1996 kom Arméns samtliga truppslagscenter att avvecklas och dess uppgifter övertogs av Armécentrum (ArméC). Detta ledde till att Arméns tekniska centrum avvecklades den 31 december 1997 som enhet och Arméns tekniska skola blev från den 1 januari 1998 ett självständigt förband under sitt tidigare namn Arméns tekniska skola (ATS). I samband med denna avveckling försvann även befattningen truppslagsinspektör, då den ersattes med en Generalinspektör för armén.

## Verksamhet
Arméns materielunderhållscentrum bestod 1991 av arméstabens materielunderhållsavdelning och Arméns tekniska skola. Chefen för Arméns artillericentrum innehade även befattningen som skolinspektör. 

## Ingående enheter
- Skolinspektör med stab
- Arméns tekniska skola

## Förläggning
Förbandsledningen för Arméns tekniska centrum var förlagd till Östersund, där man i det så kallade sambruksprojektet var samlokaliserad med Högskolan i Östersund och Vårdhögskolan i Östersund och Försvarets förvaltningshögskola (FörvHS).

## Heraldik och traditioner
Arméns tekniska centrum delade traditioner med Arméns tekniska skola.

## Förbandschefer
Förbandschefen för Arméns tekniska centrum var tillika skolinspektör.
| Arméns materielunderhållscentrum - 1991-07-01–1991-12-31: Överste av första graden Harry Johansson - 1992-01-01–1993-06-30: Överste av första graden Håkan Linde | Arméns tekniska centrum - 1993-07-01–1994-12-31: Överste av första graden Håkan Linde - 1995-01-01–1997-03-31: Överste av första graden Gustaf Ankarcrona - 1997-04-01–1997-12-31: Överste av första graden Åke Jansson |

## Galleri

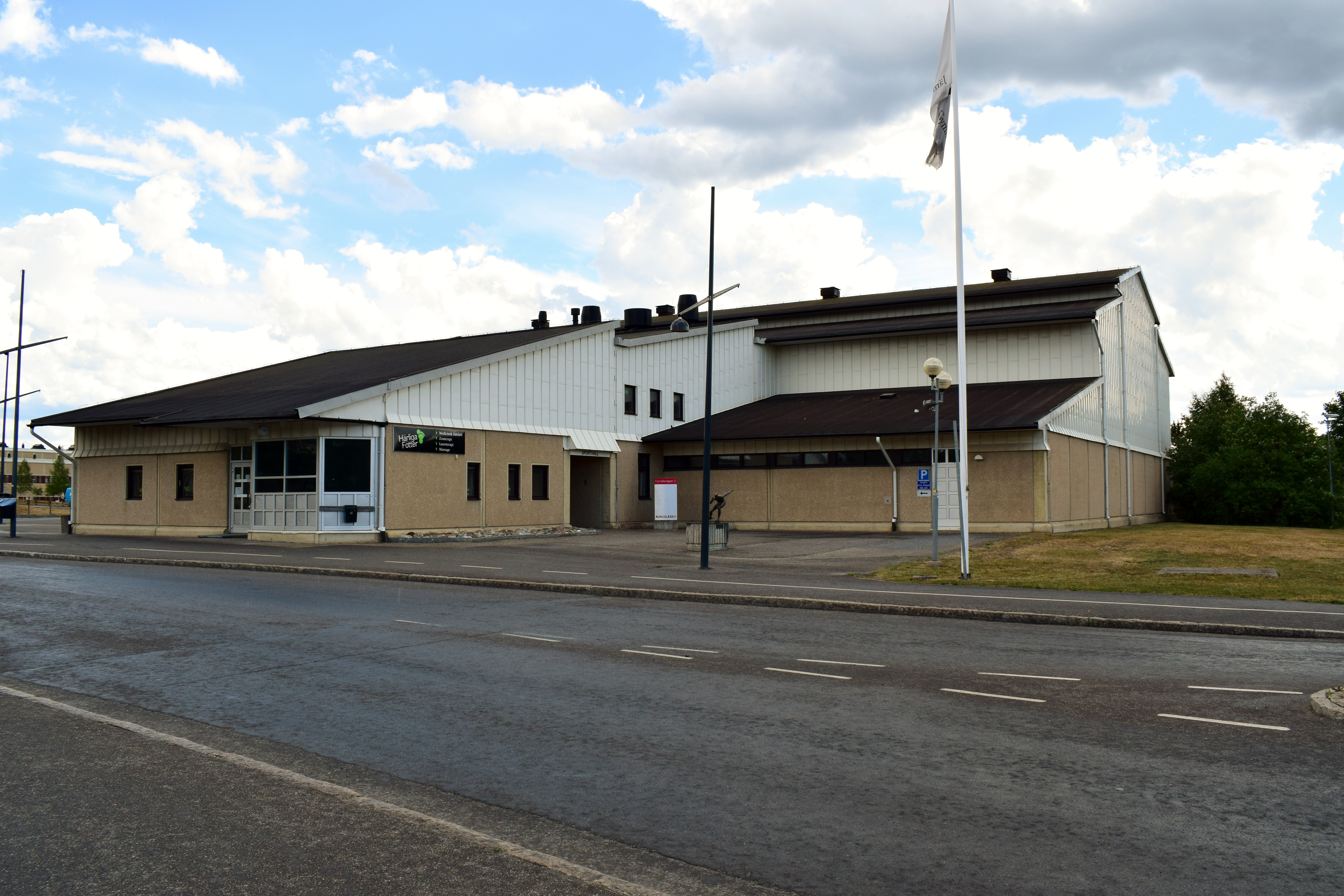
Vaktlokalen, idrottshus, motorutbildning.
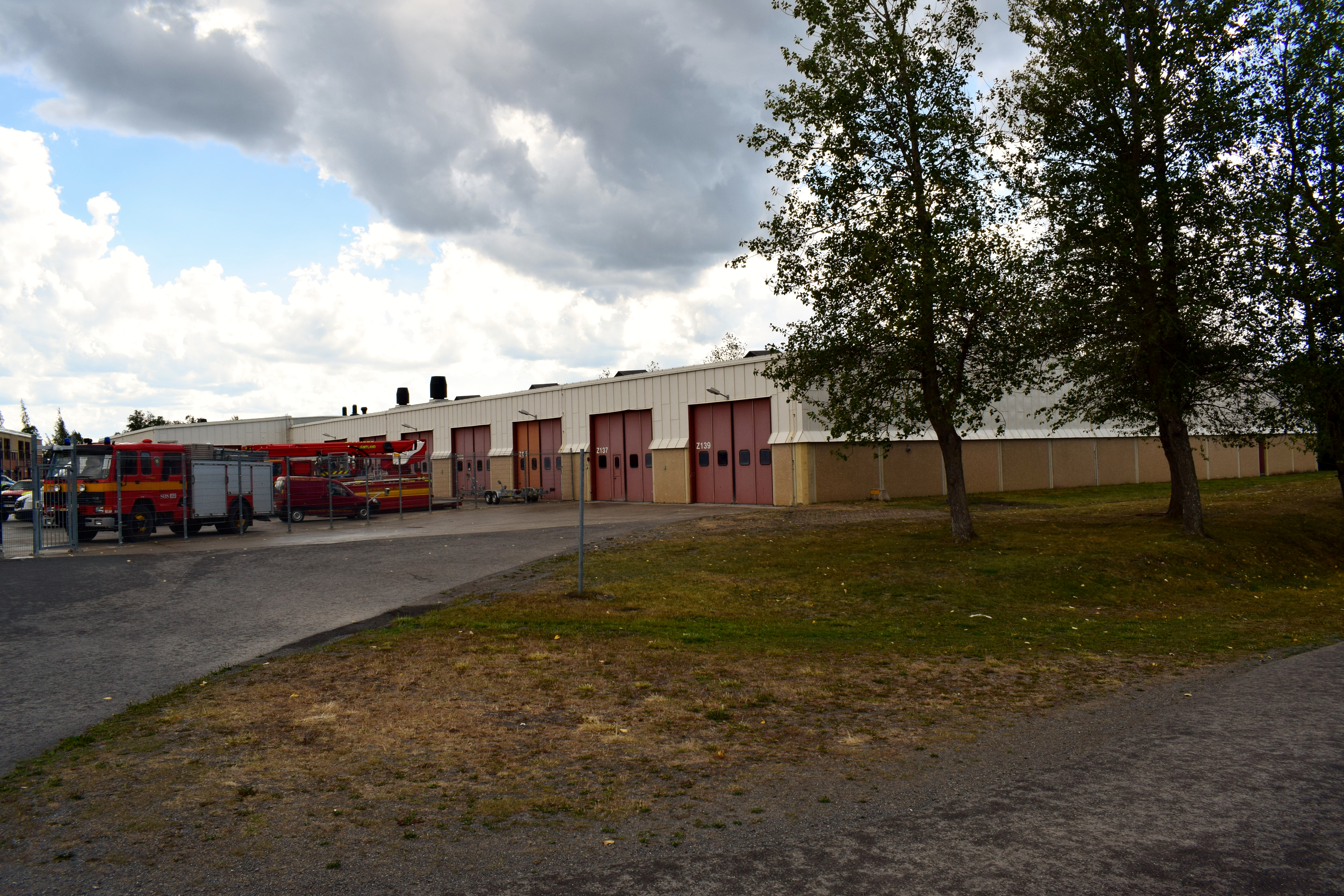
Verkstads- och utbildningslokaler
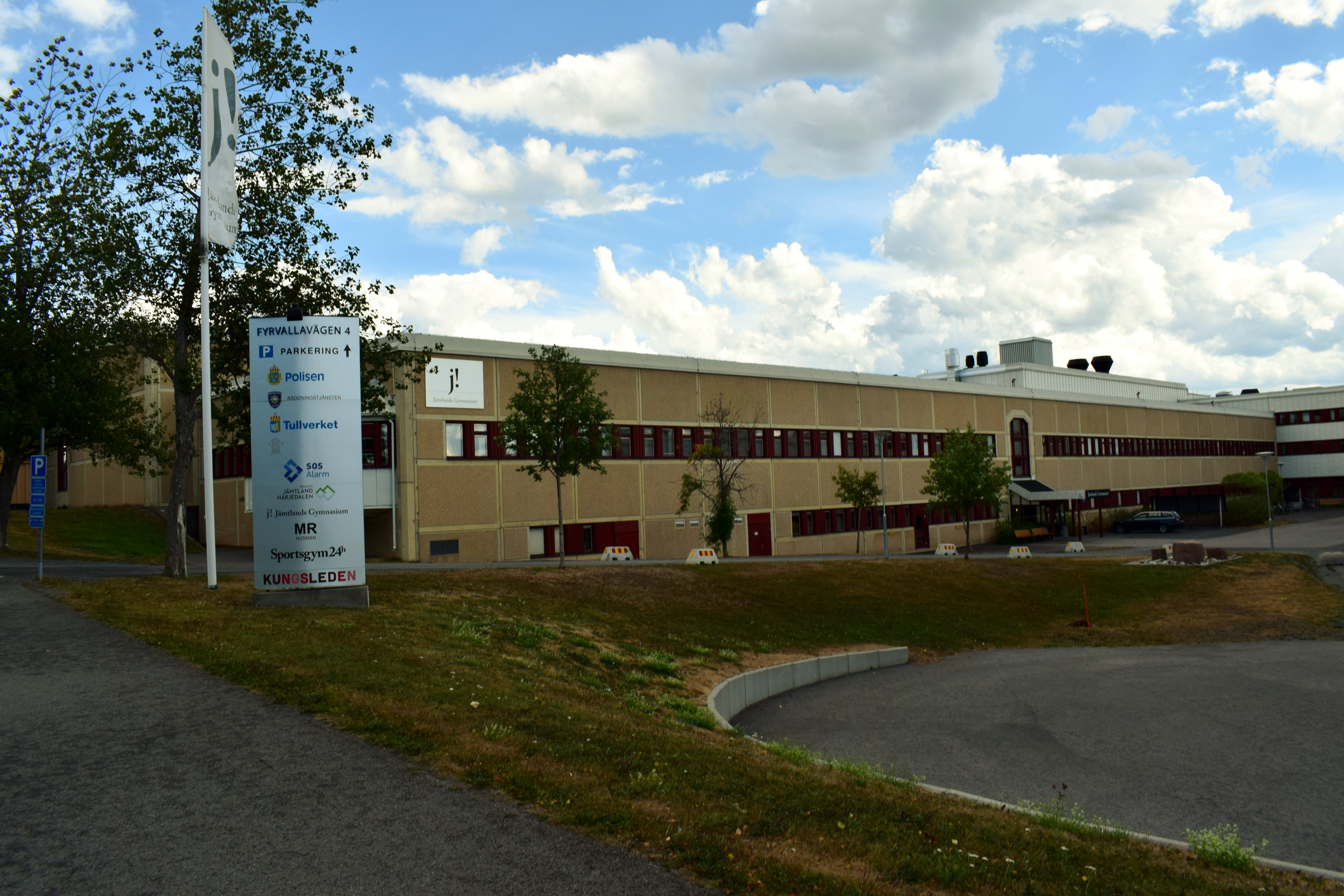
Verkstads- och utbildningslokaler
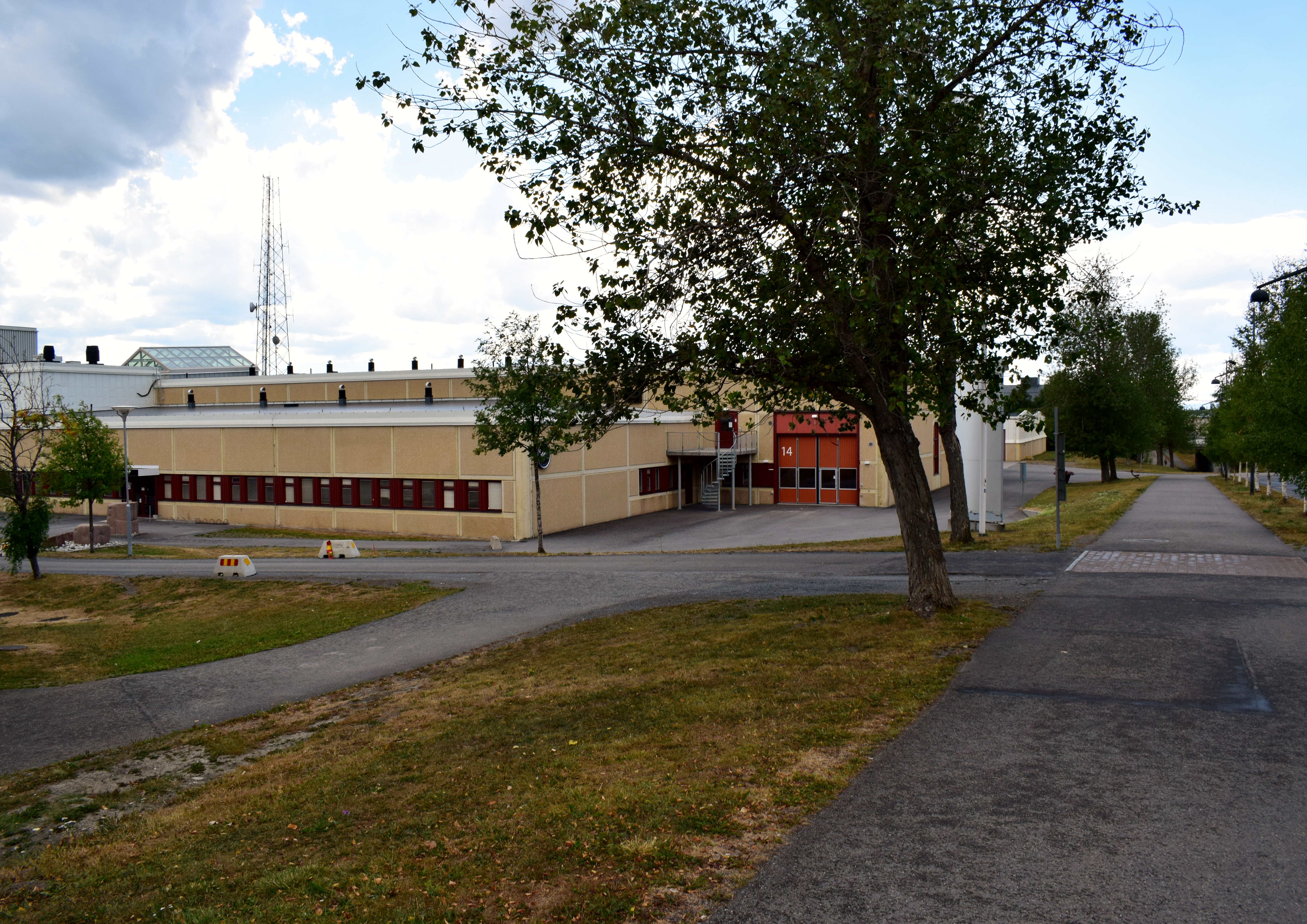
Verkstads- och utbildningslokaler
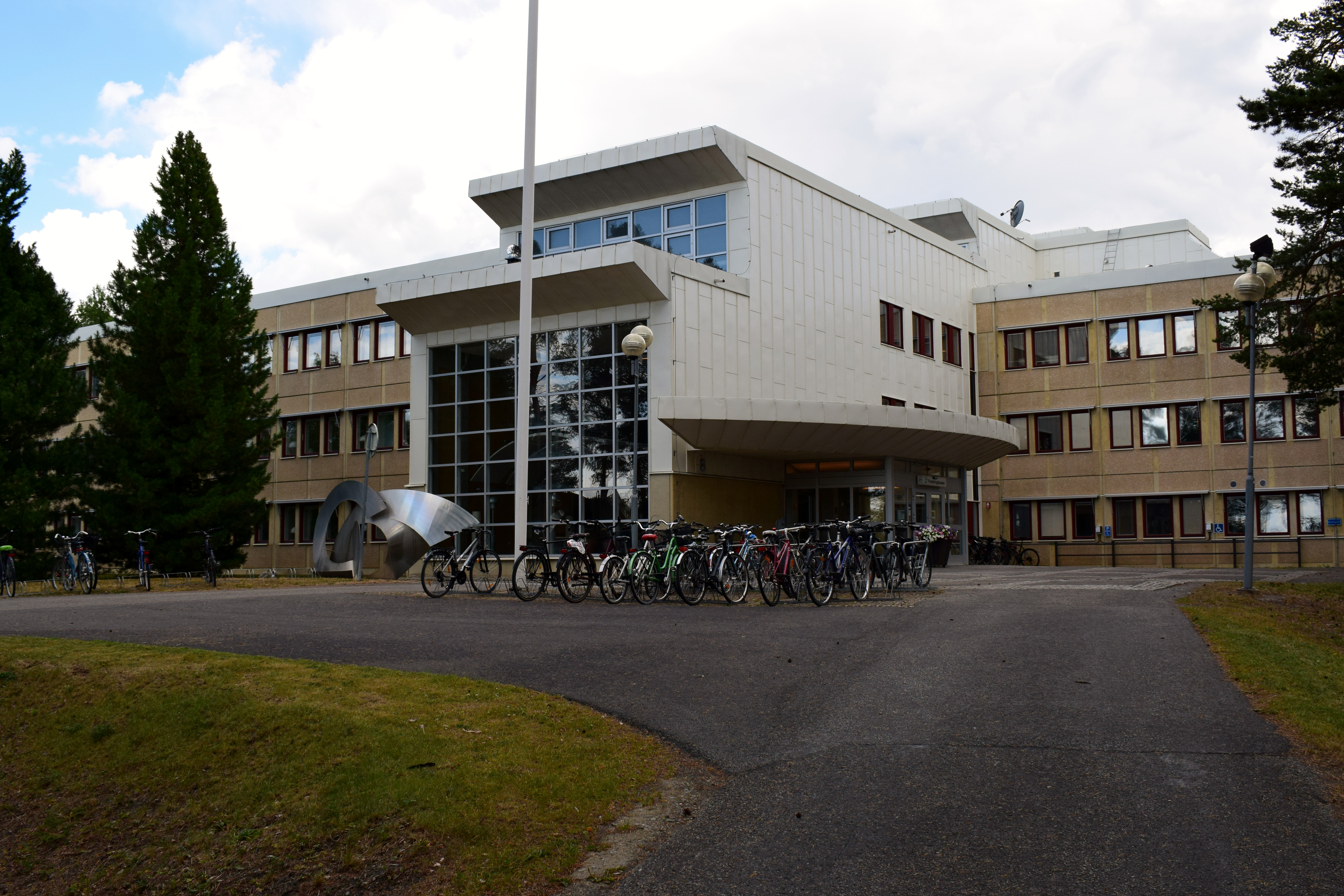
Skolhus
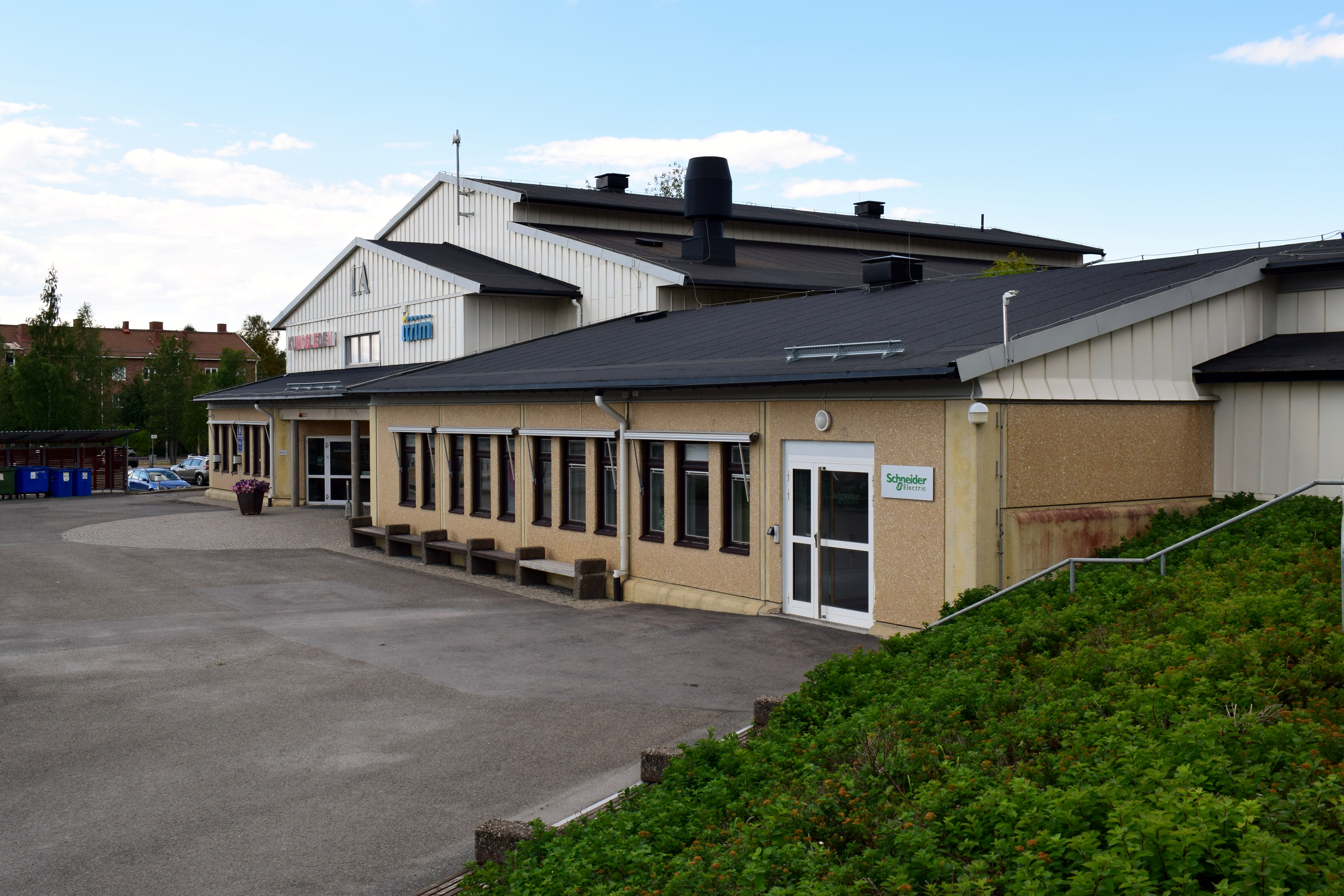
Kasern och elevhem.
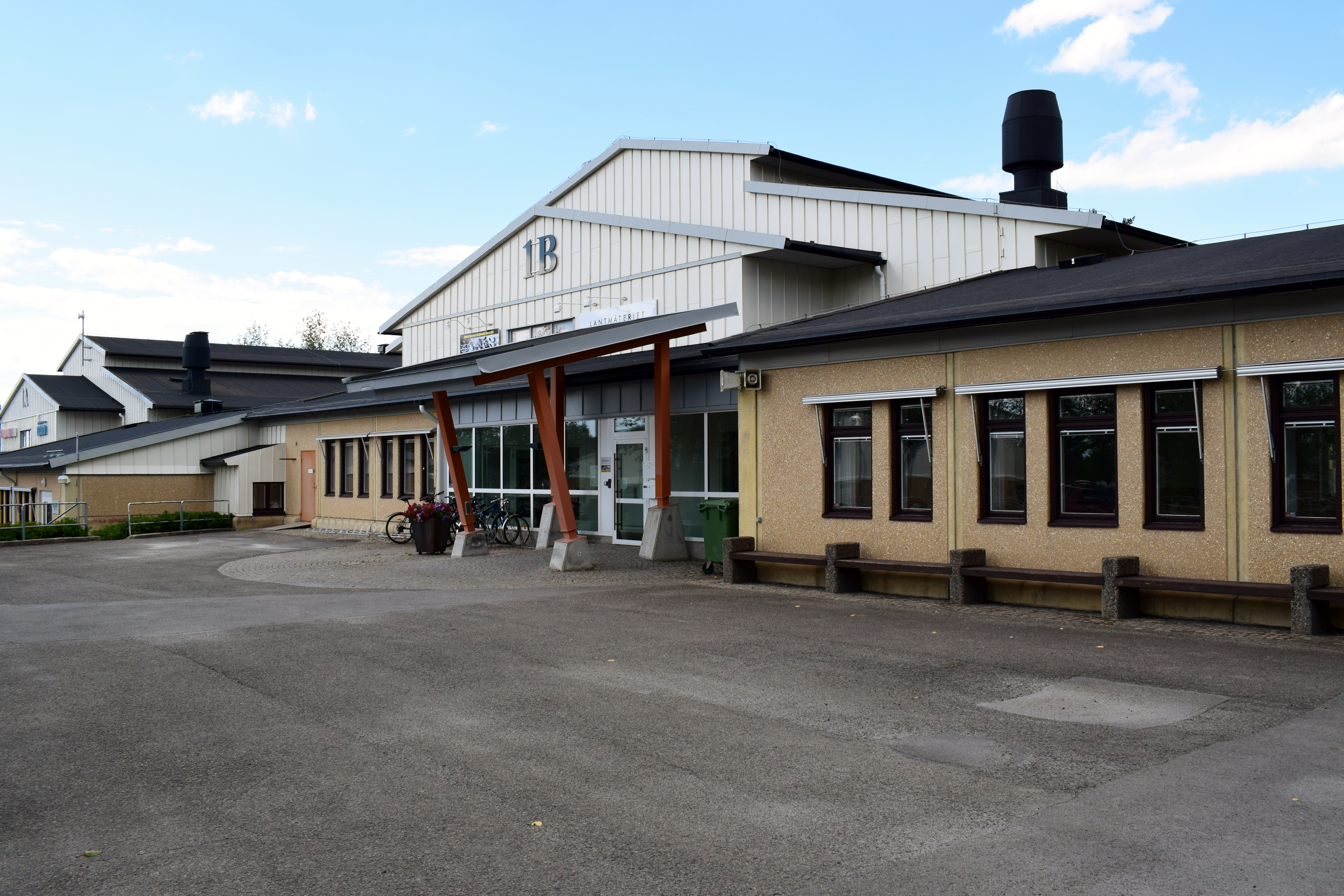
Kasern och elevhem.
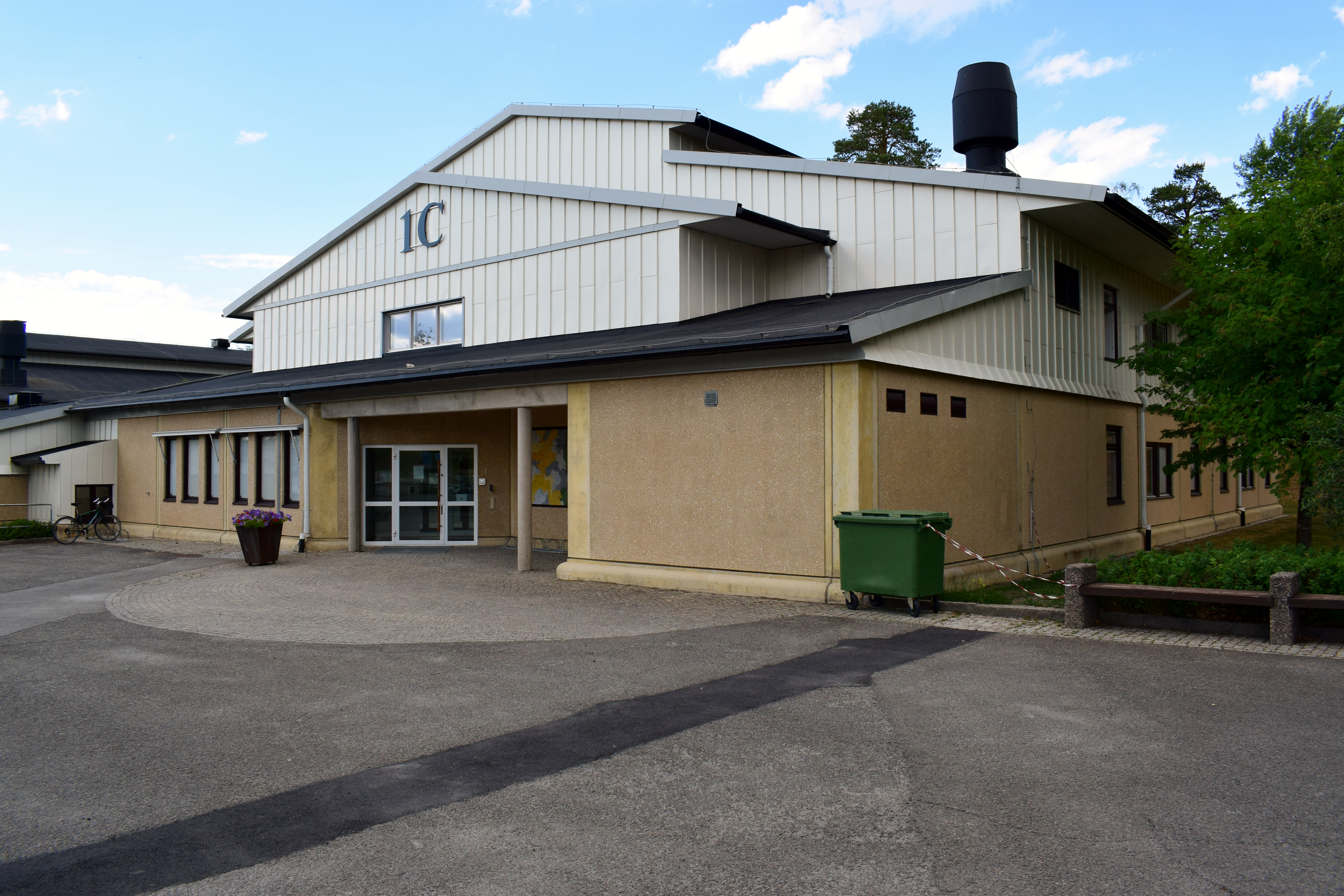
Kasern och elevhem.